# Stubbekøbing
Stubbekøbing is een plaats en voormalige gemeente in Denemarken. Bij de herindeling van 2007 werd de gemeente bij Guldborgsund gevoegd.

## Voormalige gemeente
De oppervlakte bedroeg 156,41 km². De gemeente telde 6786 inwoners waarvan 3416 mannen en 3370 vrouwen (cijfers 2005).

## Plaats
De plaats Stubbekøbing is gelegen aan de noordelijke oever van eiland Falster en telt 2323 inwoners (2007).

## Geboren
- 17 april 1977: Frederik Magle, Deens componist en pianist

- MusicBrainz: 5567e036-8359-41ab-ae9c-5cd27fa2eea2
- Virtual International Authority File: 174129570